# ジョゼフ・チューン
ジョゼフ・チューン（英: Joseph Choong MBE、1995年5月23日 - ）は、イギリスの近代五種競技選手。2020年東京オリンピック、2022年・2023年近代五種世界選手権金メダリスト。

## 生い立ち
1995年にイギリス・オーピントンで生まれた。父マイケル・チューンはマレーシア系中国人、母ビバリーはイギリス人で、両者とも医者である。
ニュー・ビーコン・スクールやホイットギフト・スクールを経て、バース大学で数学の学位を取得して卒業した。2008年にホイットギフト・スクールで近代五種競技を始めた。大学内にある五種競技GBハイ・パフォーマンス・センターでもトレーニングを行っていた。弟のヘンリーも近代五種競技の選手で、2014年南京ユースオリンピックにイギリス代表として出場した。

## 経歴
2010年、イギリスの選手として初めてU-16ヨーロッパ近代五種競技選手権で優勝した。また、団体としても出場し、リレー種目で銅メダルを獲得した。
2013年にはGBオープン選手権や英国ジュニア選手権で優勝した。2014年には1484ポイントを獲得して両選手権で連覇を果たし、団体では金メダルを獲得した。
2014年にポーランドのワルシャワで開催された近代五種世界選手権では16位に終わった。2015年にバースで開催されたヨーロッパ選手権では7位となり、2016年リオデジャネイロオリンピックの近代五種競技への出場権を獲得した。
2016年3月、オリンピックのテストイベントとしてリオで行われた国際近代五種連合（UIPM）ワールドカップでは、イギリスの選手として最高位となる13位に入った。2016年4月にローマで行われたワールドカップでは、銅メダルを獲得したチェコのヤン・クフと5秒差の4位となった。
2016年リオデジャネイロオリンピックでオリンピックに初出場した。レーザーランでは2位となったが、全体では10位で終わった。
2018年のヨーロッパ近代五種選手権では3位に入り、主要大会の男子個人では初めてメダルを獲得した。同年にメキシコシティで開催された近代五種世界選手権では、ジェームズ・クックやマイルズ・ピレージとともに男子団体で銀メダルを獲得した。
2019年、ブルガリアのソフィアで開催された近代五種ワールドカップでは、男子個人で銀メダルを獲得した。また、ヨーロッパ選手権ではクックやトム・トゥーリスとともに男子団体で金メダルを獲得した。翌月、ハンガリーで開催された近代五種世界選手権でも、男子個人で銀メダルを獲得した。
2021年4月にソフィアで開催されたワールドカップでは、男子個人で金メダルを獲得した。
2021年8月に延期された2020年東京オリンピックでは、イギリスの選手として初めてオリンピック近代五種競技の男子個人で金メダルを獲得した。同オリンピックの女子の近代五種競技ではイギリスのケイト・フレンチが金メダルを獲得し、イギリスは同じオリンピックの近代五種競技で男女ともに金メダルを獲得した初めての国となった。
近代五種競技への貢献により、2022年の新年の叙勲では大英帝国勲章のメンバー（MBE）を受勲した。
2022年と2023年の近代五種世界選手権ではともに金メダルを獲得した。
2024年パリオリンピックの近代五種競技では9位に終わった。